# Ilpo Tiihonen
Pour les articles homonymes, voir Tiihonen.
Ilpo Tiihonen, né le 1er septembre 1950 à Kuopio et mort le 8 juin 2021 à Ylöjärvi, est un poète et écrivain finlandais.

## Biographie
Ilpo Tiihonen obtient son baccalauréat en 1971 puis étudie à l'université d'Helsinki. 
Il habitait à Helsinki.

## Œuvres

### Recueils de poèmes
- Sarkunmäen palo, Gummerus 1975
- Antero Vipuliini ja taikatakki, lastenrunoja, Gummerus 1977
- Teille ei tarjoilla enää, WSOY 1978
- Arjen armada, WSOY 1980
- Eroikka, WSOY 1982
- Hyvät, pahat ja rumat, WSOY 1984
- Enkelin tavara, WSOY 1986
- Taivaan kulmilla. Valitut runot 1975–1986, WSOY 1987
- Kuu ja Kustaa, lastenrunoja, Kustannus-Mäkelä 1987
- Kirkas ja Pimeä, Alko 1988
- Ei-Kaj Plumps, hyppyjä Helsinkiin, lastenrunoja, WSOY 1989
- Tähtipumppu, 1992
- Muisti, Helsingin Kaupunginmuseo, 1993
- Muusa, WSOY 1994
- Boxtrot, WSOY 1998
- Jees ketsuppia!, lastenrunoja, WSOY 1999
- Lyhyt oodi kaikelle, valitut runot 1975–2000, WSOY 2000
- Eros, WSOY 2002
- Largo, WSOY 2004
- Jumalan Sumu, WSOY 2009

### Pièces de théâtre
- Pihapuu, KOM-teatteri (fi), 1976
- Pietarin miilu, Opéra télévisé, YLE, comp. Toni Edelmann, 1979
- Feenix eli Tohtori Kaikkitietävä, spectacle pour enfants, Penniteatteri (fi), 1980
- Dyny, spectacle pour enfants, Théâtre Penniteatteri, 1981
- Plottis, ja piste, spectacle pour enfants, Théâtre des enfants de Finlande, 1982
- Kallion kimallus, Théâtre municipal d'Helsinki, comp. Jukka Linkola, 1989
- Kolme kovista, spectacle pour enfants, Théâtre Kehä III (fi), 1991
- Reearuu, spectacle pour enfants, Théâtre municipal d'Helsinki, comp. Markus Fagerudd, 1992
- Angelika, opéra télévisé, YLE, comp. Jukka Linkola, 1993
- Laulu Otavasta, Théâtre municipal de Lahti (fi), comp. Kaj Chydenius, 1996
- Pieni rooli, Théâtre municipal d'Helsinki, comp. Samuli Laiho, 1997
- Noitasapatti, Opéra national de Finlande, comp. Herman Rechberger, 2000
- Gaia, Opéra national de Finlande, comp. Markus Fagerudd, 2001
- Rämö, Académie Sibelius, comp. työryhmä, 2001
- Kerjäläiset, Opéra national de Finlande comp. Markus Fagerudd, 2003
- Kaipaus, musique Jukka Linkola, 2006
- Kettu ja Jänis, Théâtre Jurkka, 2007
- Rakkaat Rissaset, Théâtre de Kuopio, 2009

### Pièces radiophoniques
- Sortuma, lastenkuunnelma, YLE, 1983
- Rehtori Kalkkisen rikos I–II, lastenkuunnelma, YLE, 1989
- RosKiss, YLE 1992

### Autres livres
- Kirjoittajan eväät, Ilpo Tiihonen ja Jouko Lehtonen, Gummerus, 1976
- Nessi, Ilpo Tiihonen ja Leena Juutilainen, W&G, 1981
- Kaipaus, WSOY 2006
- Kettu ja Jänis, Teatteri Jurkka, 2007

### Traductions en finnois
- Gustaf Fröding (trad. Ilpo Tiihonen), Runoilija Wennerbom ja muita runoja, 1986
- Hiipparihiiri piilosilla  (trad. Ilpo Tiihonen), 1992
- Rudyard Kipling (trad. Ilpo Tiihonen), T. Supple: The Jungle Book, 1997
- Alexandre Pouchkine (trad. Ilpo Tiihonen  et Jukka Mallinen), Muistomerkki, WSOY, 1999
- Pikku Pekka Pyy  (trad. Ilpo Tiihonen), Lasten Parhaat Kirjat, 1999
- Debi Gliori (trad. Ilpo Tiihonen), Kulta pieni, WSOY, 2000

## Prix
- Prix d'écriture Juhana Heikki Erkko, 1970
- Prix de la littérature de l'État finlandais, 1981, 2005
- Prix Kalevi Jäntti, 1982
- Prix de l’éducation à la Paix, 1989
- Prix Eino Leino, 1991
- Prix Einari Vuorela, 1997
- Prix de l'ours dansant 2005
- Prix Savonia, 2005
- Médaille Pro Finlandia 2005